# Львиноголовая ранчу

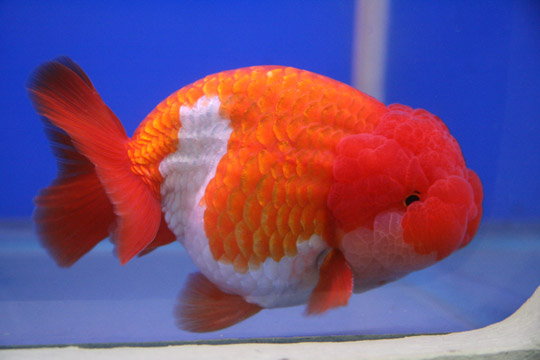
«Ранчу с головой льва»

Львиноголовая ранчу (аббр. англ. Lionchu — «лайончу») — одна из искусственно культивированных декоративных пород аквариумной «золотой рыбки» (лат. Carassius gibelio forma auratus (Bloch, 1782)), полученная при скрещивании львиноголовки и ранчу.

## История происхождения

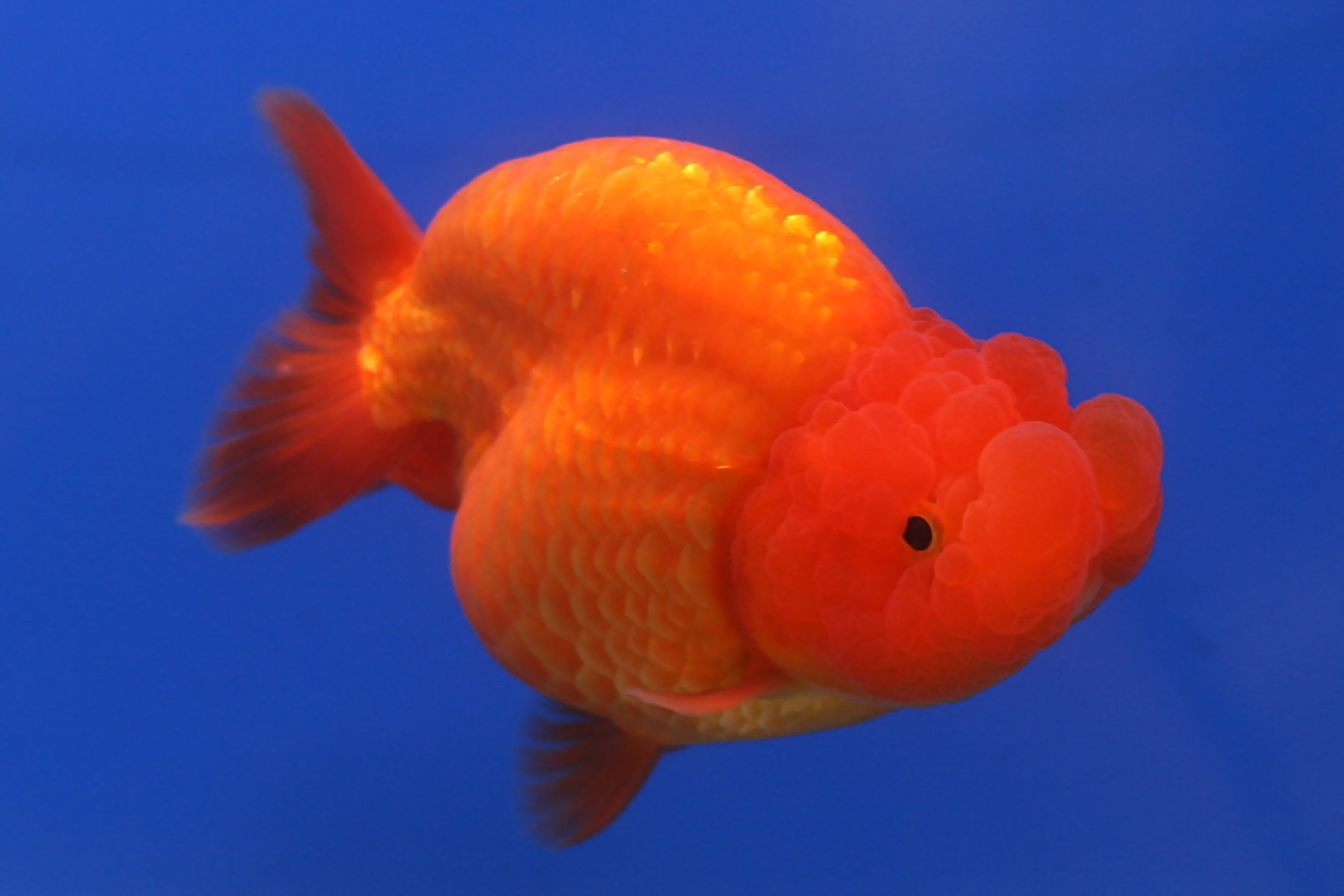
Апельсиновая львиноголовая ранчу

Гибридная селекционная форма, полученная при скрещивании золотых рыбок породы львиноголовка и породы ранчу. Западные критерии львиноголовой ранчу сочетают традиционные характерные признаки как ранчу, так и львиноголовок.
Первоначально львиноголовая ранчу или «лайончу» рассматривалась как беспородная гибридная форма золотой рыбки, хотя и имела предков из Японии ещё с 1800-х годов. Тогда она была известна под названием «ранчу с головой льва» (яп. 獅子頭 сиси-гасира рантю). У львиноголовой ранчу того периода было несколько бородавочных выростов на голове и незначительное их количество на спине (есть предположение, что отсутствие спинного плавника у той рыбки было не стабилизировано). Однако Американской ассоциацией золотых рыбок (англ. Goldfish Society of America) предполагается, что современная порода львиноголовой ранчу (лайончу) появилась не в Японии, а в Таиланде, и была популяризирована группой любителей золотых рыбок Сингапура через интернет-сайт RafflesGold.com (на форуме под заголовком «Lionchu»), где была официально признана в качестве уникального вида золотых рыбок конкурса «Моя необычная Золотая рыбка 2006», который проходил в Сингапуре с 26 по 28 мая 2006 года.
Удачные формы встречаются редко, а поэтому рыбка относится к самым дорогим из пород.

## Описание
Шаровидное сгорбленное тело ранчу, широкие и изогнутые линии спины и хвост были объединены с большими бородавочными наростами головы львиноголовки. Львиноголовая ранчу не имеет спинных плавников.

## Вариации

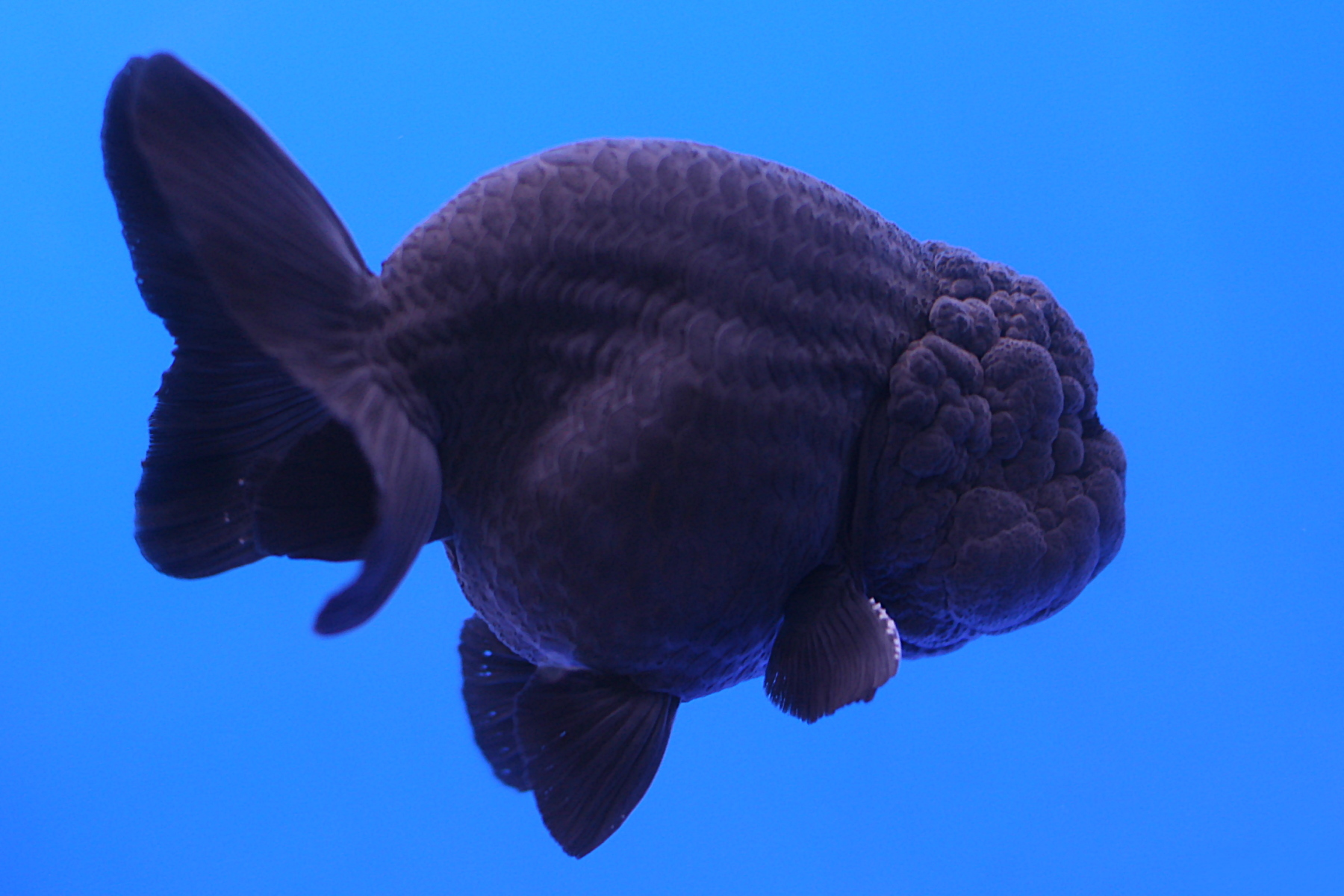
Чёрный львиноголовый Ранчу

Среди львиноголовых ранчу выведено несколько цветовых вариаций:
- Апельсиновый львиноголовый ранчу
- Чёрный львиноголовый ранчу

## Условия содержания и размножения
Рыб содержат при:
- Жёсткость воды (gH) до 20°;
- Кислотность воды (pH) 6,5-8,0;
- Температура (t) 12-28 °C.

### Кормление
К кормам неприхотливы и всеядны: едят как живую, так и растительную пищу, а также сухие корма.

### Размножение
Половозрелость и возможность их размножения наступает через год после вылупления мальков из икринок. Подготовка к нересту аналогична описанной для других карповидных: нерестовик обустраивается в центре 100—150 литрового аквариума с нерестовой решеткой, одним или двумя распылителями и пучком мелколиственных растений в центре. На одну самку 2-х самцов. Плодовитость от 2 до 10 тыс. икринок. Личинка выходит через 2 суток. На 5-й день мальки начинают плавать. Кормление мальков — коловраткой.
Для разведения:
- Показатели жёсткости воды (gH) 8-15°;
- Кислотность воды (pH) 7,0-8,0;
- Температура (t) 22-28 °C.

## В аквариумистике и прудовом хозяйстве
Рыбка подходит для содержания в холодноводном аквариуме с большим пространством для свободного плавания. Красива в оранжереях. Благодаря выносливости породы, её можно содержать в декоративном пруду на улице. Предпочитает сообщество себе подобных, яркий свет и обилие свободного пространства. Эффективная фильтрация и регулярная подмена воды. При оформлении водоема рекомендуется использовать сыпучий мелкофракционный грунт, камни, коряги, живые или пластиковые растения, в том числе плавающие. При оформлении необходимо избегать применение предметов с острыми гранями и краями, о которые рыбки могут пораниться во время плавания.